# Käserennen
Koordinaten: 51° 50′ N, 2° 9′ W

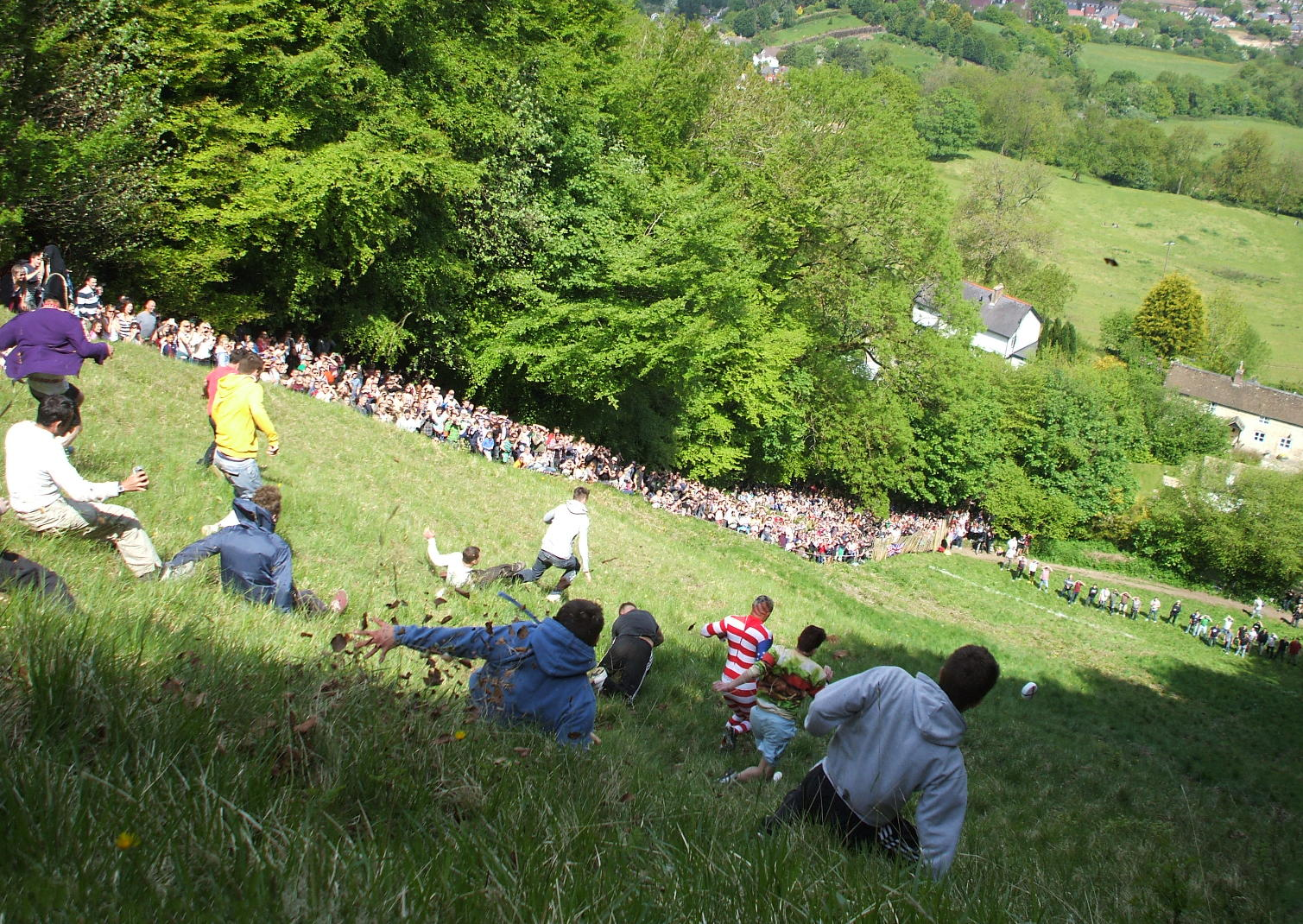
Das Käserennen am 27. Mai 2013

Das The Cooper’s Hill Cheese-Rolling and Wake ist eine viertägige Unterhaltungsveranstaltung in Cooper’s Hill bei Brockworth, Gloucestershire, England. Dabei rennen die Teilnehmer einem 3 bis 4 kg schweren Käselaib hinterher, der einen Hügel etwa 180 Meter herunter rollt, um ihn sich zu fangen.
Die Tradition geht angeblich auf die Römerzeit zurück. Als gesichert gilt, dass sie seit 200 Jahren durchgeführt wird. Nach Angaben der Veranstalter ist auf dem Gelände Platz für maximal 5.000 Teilnehmer. Nachdem 2009 etwa 15.000 Besucher gekommen waren, wurde die Veranstaltung für 2010 aufgrund von Sicherheitsbedenken abgesagt. 2011 konnte die Veranstaltung wieder durchgeführt werden.

## Tradition

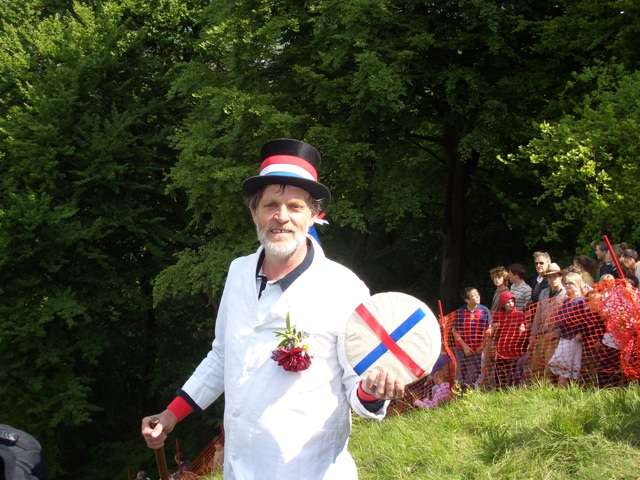
Leiter der Zeremonie

Jedes Jahr wird ein Laib „Double Gloucester“ in jeder der vier Runden den Cooper’s Hill hinuntergerollt. Da der Käse eine Geschwindigkeit von ca. 70 mph (etwa 110 km/h) erreichen kann und etwas Vorsprung vor den Sportlern eingeräumt bekommt, ist der Käse nicht zu erreichen. Jeweils der schnellste Mann und die schnellste Frau gelten jedoch als Sieger und gewinnen den Käse.
Aufgrund der Lebensmittel-Rationierung wurde von 1941 bis 1954 eine Holzattrappe genutzt.